# Crucea „Meritul Sanitar”
Crucea „Meritul Sanitar” este o decorație inițial civilă instituită de regele Carol I prin Decretul Regal 6471 din 25 noiembrie 1913 care se acordă persoanelor cari se vor fi distins prin fapte, donațiuni, scrieri sau alte lucrări, cari contribuesc la îmbunătățirea stării sanitare a țării, precum și funcționarilor sanitari sau altora, cari se vor fi distins prin serviciile lor în interesul general sanitar. În decursul Primului Război Mondial decorația capătă și un caracter militar.

## Descriere
Decretul prevedea crearea unei distincții cu trei clase: aur, argint și bronz.
Crucea are patru brațe egale, de 29 mm în lungime și lățime. Mănunchiuri de raze izvorăsc din părțile laterale ale celor patru brațe precum și din partea superioară a brațului de sus și din partea inferioară a brațului de jos, determinând o formă în final o formă ovală cu diametrul mare de 38 mm și cel mic de 20 mm. 
Aversul crucii este smălțuit în roșu închis cu o margine de 1 mm de culoarea metalului. Pe aversul crucii este gravat bustul Reginei Elisabeta din metal argintat oxidat
Pe reversul crucii, de culoarea metalului, sunt gravate pe trei linii cuvintele MERITUL SANITAR 1913, liniile superioară și inferioară formând un cerc iar linia mediană fiind orizontală. Deasupra inscripției este gravată monograma regelui Carol I. Crucea este suspendată de o coroană regală de 21 mm lățime și 19 mm înălțime ce susține inelul de care este suspendată panglica.
Panglica de 35 mm largime este din moar de culoare albă cu câte o dungă laterală de culoare roșie închis de 3 mm situată la 2,5 mm de marginea panglicii. 

## Evoluția distincției

Crucea „Meritul Sanitar” cu însemne de război: clasa a II-a model 1917 în stânga și clasa I-a model 1938 în dreapta.

Crucea era inițial numai o distincție civilă, creată pentru recompensarea personalului sanitar care contribuise la combatera epidemiei de holeră din timpul celui de-al Doilea Război Balcanic (1913). Prin Decretul Regal 615 din 21 iulie 1917 distincția devine mixtă, civilă și militară, definindu-se semnele de război: o coroană de formă ovală, compusă din două jerbe: una din frunze de stejar și cealtă din frunze de laur cu dimensiune de 35 / 30 mm fixată pe panglică.
În 1938 semnele de război sunt schimbate: dispare corona fixată pe panglică și sunt adăugate două benzi marginale aurii cu lățimea de 3 mm.
Crucea „Meritul Sanitar” a fost acordată până în 1948 când a fost realizată reforma sistemului de decorații. În 1969 este creat Ordinul „Meritul Sanitar”, organizat cu trei clase, precum și medalia „Meritul Sanitar” cu o singură clasă.
În 2000, prin Legea nr. 29/2000 privind sistemul național de decorații al României, sunt instituite Ordinul și Medalia „Meritul Sanitar”. Condițiile de acordare precum și însemnele au fost stabilite prin Legea nr. 539/2003 privind Ordinul Meritul Sanitar și Medalia Meritul Sanitar.